# Barranquita (distrito)
Barranquita é um distrito do Peru, departamento de San Martín, localizada na província de Lamas.

## Transporte
O distrito de Barranquita é servido pela seguinte rodovia:
- SM-105, que liga o distrito de Caynarachi à cidade de Papaplaya [1][2][3]